# Fermentum
Fermentum (latinsky kvas) je kousek eucharistického chleba, který papež od roku 120 po mši posílal po akolytech kněžím římských titulárních kostelů, kteří jej při svých bohoslužbách symbolicky vkládali do kalicha při slovech „Pax Domini sit semper vobiscum“ (česky „Pokoj Páně ať zůstává vždycky s vámi.“) jako výraz jednoty církve. Ještě v roce 416 zmiňuje sv. Inocenc I., že se tento zvyk zachovává každou neděli, později byl omezen jen na největší svátky.